# V337 Carinae
V337 Carinae eller HD 89388, är en ensam stjärna i mellersta delen av stjärnbilden Kölen. Den har en högsta skenbar magnitud av ca 3,36 och är synlig för blotta ögat där ljusföroreningar ej förekommer. Baserat på parallax enligt Gaia Data Release 3 på ca 4,3 mas, beräknas den befinna sig på ett avstånd på ca 760 ljusår (ca 232 parsek) från solen. Den rör sig bort från solen med en heliocentrisk radialhastighet på ca 8 km/s.

## Egenskaper
V337 Carinae är en orange till röd ljusstark  jättestjärna av spektralklass K2.5 II och anses sannolikt befinna sig på den röda jättegrenen av stjärnor med nukleär fusion av väte i ett skal kring en inert heliumkärna. Den har en massa som är ca 9 solmassor, en radie som är ca 128 solradier och har ca 3 200 gånger solens utstrålning av energi från dess fotosfär vid en effektiv temperatur av ca 4 100 K. Dess kantfördunklade vinkeldiameter har mätts med interferometri vid 2,4 mas.

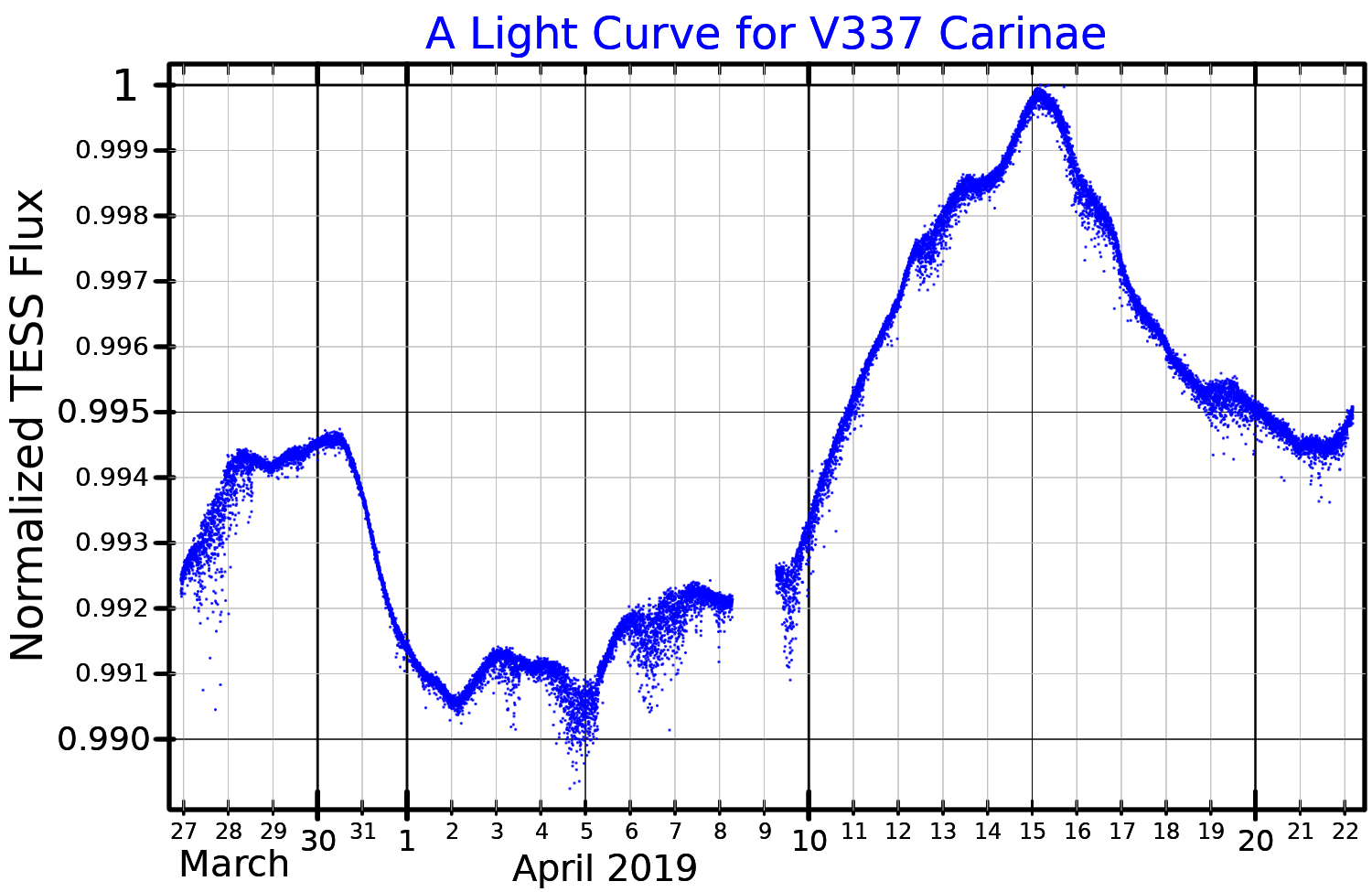
Ljuskurva för V337 Carinae, plottad från TESS-data.

V337 Carinae är en irreguljär variabel med en variation av skenbar magnitud från 3,36 till 3,44.
V337 Carinae har två följeslagare listade i flera stjärnkataloger. Båda är stjärnor av 13:e magnituden, där komponent V337 Carinae B är separerad med 16,9 bågsekunder och komponent V337 Carinae C 25,9 med bågsekunder. V337 Carinae B är en avlägsen bakgrundsstjärna, medan V337 Carinae C ligger på ungefär samma avstånd som V337 Carinae.